# Wilbert Gieske
Willibrordus Clemens Maria (Wilbert) Gieske (Den Haag, 12 juni 1946) is een Nederlandse acteur en toneelspeler. Hij is bij het grote publiek vooral bekend als de vertolker van Robert Alberts in Goede tijden, slechte tijden, een rol die hij vanaf het begin van de serie in 1990 onafgebroken speelde tot 2008. Tussen 2015 en 2025 keerde Gieske voor meerdere keren kortstondig terug in de serie. 

## Biografie
Gieske groeide op in een rooms-katholiek gezin. Na de lagere school ging hij naar het gymnasium-alfa. Daarna studeerde hij culturele antropologie en daarna psychologie. Gieske bezocht ook het seminarie in Cadier en Keer. Vervolgens schreef hij het toneelstuk De Sterrenrijder, waarin hij een hoofdrol speelde. In 1977 vertolkte hij een rol in het toneelstuk De Getatoeëerde Roos.

## Carrière
Voordat hij vanaf najaar 1990 echt grote bekendheid kreeg met zijn rol in Goede tijden, slechte tijden, presenteerde hij eind jaren 80 bij de TROS samen met Nelleke van der Krogt het middagprogramma Belfleur.
Hij heeft ook in andere series meegespeeld, onder andere Spijkerhoek, Medisch Centrum West en Baantjer. In 2004 speelde hij de rol van Graaf Grisenstein in de musical De Zevensprong (naar het boek van Tonke Dragt). In 1995 en 1996 presenteerde Gieske voor Veronica de sportquiz Sportfreaks, met als vaste panelleden Henk Spaan en Harry Vermeegen. In diezelfde periode was hij bij Veronica ook te zien met de dagelijkse quiz Teleteams, over de televisiegeschiedenis. Op 26 januari 2008 maakte De Telegraaf bekend dat Wilbert Gieske aan het einde van het lopende seizoen stopt met zijn rol als Robert Alberts in Goede tijden, slechte tijden. Gieske heeft deze rol 18 jaar lang gespeeld. Op 30 oktober 2010 zinspeelde Gieske desgevraagd op een mogelijke terugkeer in de soap. Op 21 februari 2012 dook er opnieuw zo'n bericht op. Op 27 oktober 2015 werd officieel bekendgemaakt dat Gieske opnieuw zijn rol van Robert Alberts zou oppakken. Op 11 januari 2016 maakte hij samen met collega-acteur Bartho Braat (die de rol van Roberts jongere broer Jef Alberts vertolkt) in RTL Late Night bekend dat ze op 21 januari 2016 voor het laatst te zien zouden zijn in de soap.
Wilbert Gieske was in het theaterseizoen 2008-2009 te zien in het toneelstuk Boeing Boeing, samen met onder andere Jon van Eerd, Lone van Roosendaal en Dominique van Vliet. In het theaterseizoen 2010-2011 speelde Gieske naast Vera Mann in het toneelstuk Duet for One. Op 21 april 2011 was hij te zien in het muzikaal crossmedia-evenement The Passion op de Markt in Gouda, in de rol van Pontius Pilatus.

## Theater (selectie)
- 2024-2025: Murder on the Nile
- 2023-2024: Murder on the Orient Express
- 2021-2022: The Mousetrap
- 2019 - 20 Jaar de Club Van Sinterklaas
- 2016 - De Club Van Sinterklaas & De Magische Toverspreuk
- 2015 - De Club Van Sinterklaas Feesttent
- 2012-2014 De Club Van Sinterklaas Feesttoer
- 2012-2013: The King's speech
- 2010-2011: Duet for one
- 2008-2009: Boeing Boeing
- 2001-2002: A Chorus Line

## Filmografie
- Video & Julia (1979)
- Unox (reclame, 1982)
- Protest (televisiefilm, 1986)
- De gevangene (televisiefilm) – politieagent (1986)
- Nieuwe buren (1987) – Niels Drijver
- Blonde Dolly (1987) – Karel
- Schande (televisiefilm, 1987)
- Quatre mains (1989)
- Medisch Centrum West – Dirk Groeneveld (1989-1990)
- Spijkerhoek – Bert Kersten (1990)
- De brug (miniserie) – officier Valke (1990)
- De Vereenigde Algemeene – Jerry van Kempen (1992)
- De Gouden Swipe (televisiefilm, 1995)
- 101 Dalmatians – politieman 3 & Nieuwslezer (stem) (1996)
- Baantjer – De moord op grote hoogte (seizoen 6, 2000)
- Goede tijden, slechte tijden – Robert Alberts (1990-2008, 2015-2016, 2019–2020, 2025)
- De Fûke – officier (2000)
- In een Japanse stroomversnelling (documentaire) – G.A. Escher (2002)
- Jef. (korte film) – Robert/Wilbert (2006)
- The Passion (televisiefilm) – Pontius Pilatus (2011)
- Bennie Stout – scheepseigenaar (2011)
- Flikken Maastricht – Michael (afl. Een nieuw begin, 2012)
- Alles is familie – Jelle (2012)
- De Club van Sinterklaas & Het Geheim van de Speelgoeddokter – Sinterklaas (2012)
- De Goede Dood (2012)
- Danni Lowinski – Niels' vader (2013)
- De Club van Sinterklaas & De Pietenschool – Sinterklaas (2013)
- Post voor Sint – Sinterklaas (2013)
- Toy Story of Terror! – Ron de Manager (stem) (2013)
- De Club van Sinterklaas & Het Pratende Paard – Sinterklaas (2014)
- Sinterklaasjournaal – Boze man (2014)
- De Mannen van Dokter Anne – Ziekenhuisdirecteur (2015)
- De Club van Sinterklaas & De Verdwenen Schoentjes – Sinterklaas (2015)
- De Club van Sinterklaas & Geblaf op de Pakjesboot – Sinterklaas (2016)
- De mannen van dokter Anne – Prof. Dr. Frans Hazenberg (2016-2017)
- Sinterklaas & Het Gouden Hoefijzer – Sinterklaas (2017)
- Zomer in Zeeland – Bob Beuker (2018)
- Sinterklaas & De Vlucht door de Lucht – Sinterklaas (2018)
- Nieuwe Tijden – Robert Alberts (2018)
- Waar is het Grote Boek van Sinterklaas? – Sinterklaas (2019)
- De Club van Sinterklaas & Het Grote Pietenfeest – Sinterklaas (2020)
- De Club van Sinterklaas, Het Pietendiploma – Sinterklaas  (2021)
- De Club van Sinterklaas & Het Vergeten Pietje – Sinterklaas (2021)
- De Club van Sinterklaas, Geheimen van de Sint – Sinterklaas (2022)
- De Club van Sinterklaas & De Race Tegen de Klok – Sinterklaas (2022)
- De Club Van Sinterklaas & De Gestrande Stoomboot - Sinterklaas (2023)
- De Club Van Sinterklaas & Het Grote Sneeuw Avontuur - Sinterklaas (2024)

## Privé
Wilbert Gieske kreeg twee dochters uit zijn eerste huwelijk. Hij trouwde op 7 mei 2005 voor een tweede keer, met Roxane Catz.
Zijn broer is de acteur Paul Gieske.